# Hazbin Hotel (trilha sonora)
Hazbin Hotel (Original Soundtrack) é um álbum extended play de trilha sonora lançado em três partes da série musical de televisão animada para adultos Hazbin Hotel. A primeira parte foi lançada em 19 de janeiro de 2024,  a segunda em 26 de janeiro,  e a terceira em 1º de fevereiro  A música foi composta e escrita por Andrew Underberg e Sam Haft.

## Antecedentes
Após o sucesso do episódio piloto de Hazbin Hotel de 2019, a criadora da série Vivienne "VivziePop" Medrano começou a trabalhar na primeira temporada da série em colaboração com A24,  Bento Box Entertainment,  e Amazon Studios. 

## Gravação e produção
A24, uma empresa de entretenimento independente, escolheu a série para produção em agosto de 2020.  Em dezembro de 2021, a conta oficial do Twitter do Hazbin Hotel provocou o lançamento da primeira temporada.  A data de lançamento original era para o verão de 2023,  mas devido à greve do Writers Guild of America de 2023, a produção da série foi paralisada e o lançamento foi adiado para janeiro de 2024. 
Em 27 de novembro de 2023, a Amazon apresentou Sam Haft do The Living Tombstone e Andrew Underberg indicado ao Emmy como os compositores e produtores da primeira temporada.  Haft trabalhou anteriormente com Medrano na música do piloto do Hazbin Hotel e na trilha sonora de Helluva Boss. O elenco da série também foi anunciado em 2023, estrelado por Erika Henningsen como Charlie Morningstar, Jeremy Jordan como Lucifer Morningstar, Stephanie Beatriz como Vaggie, e Alex Brightman como Adam. 

## Lançamento e promoção
Dois singles promocionais foram lançados antes da série, com "Happy Day in Hell" sendo lançado em 20 de outubro de 2023, após sua prévia na New York Comic Con,  e "Poison" sendo lançado em 5 de janeiro de 2024.  Ambas as músicas foram tocadas para o público de estreia ao vivo nos primeiros quatro episódios, com Medrano postando ambas as performances em seu canal no YouTube em 17 de janeiro de 2024.  
Após o lançamento dos primeiros quatro episódios em 19 de janeiro, A24 Music e Amazon Prime Video lançaram um álbum estendido intitulado Hazbin Hotel Original Soundtrack (Part 1).  Em 26 de janeiro, a segunda parte foi lançada, incluindo quatro músicas no total de "Dad Beat Dad" e "Welcome to Heaven".  A parte final foi lançada em 1º de fevereiro, que incluía músicas dos dois episódios finais da primeira temporada.  Um dia depois, o álbum completo da trilha sonora foi lançado. Incluía todas as 16 músicas da primeira temporada. 

## Lista de faixas
| Singles        |                     |                                                                           |         |  |
| N.º            | Título              | Intérpretes                                                               | Duração |  |
| 1.             | "Happy Day in Hell" | Erika Henningsen Stephanie Beatriz Mick Lauer [a] Keith David Blake Roman | 2:57    |  |
| 2.             | "Poison"            | Blake Roman                                                               | 2:07    |  |
| Duração total: | Duração total:      | Duração total:                                                            | 5:04    |  |

| Hazbin Hotel Original Soundtrack (Part 1) |                        |                                                               |         |  |
| N.º                                       | Título                 | Intérpretes                                                   | Duração |  |
| 1.                                        | "Hell Is Forever"      | Alex Brightman Erika Henningsen                               | 2:20    |  |
| 2.                                        | "Stayed Gone"          | Christian Borle Amir Talai                                    | 3:00    |  |
| 3.                                        | "It Starts with Sorry" | Erika Henningsen Alex Brightman Blake Roman Stephanie Beatriz | 1:30    |  |
| 4.                                        | "Whatever It Takes"    | Daphne Rubin-Vega James Monroe Iglehart Stephanie Beatriz     | 2:57    |  |
| 5.                                        | "Respectless"          | Daphne Rubin-Vega Lilli Cooper James Monroe Iglehart          | 1:35    |  |
| 6.                                        | "Loser, Baby"          | Keith David Blake Roman                                       | 2:55    |  |
| Duração total:                            | Duração total:         | Duração total:                                                | 14:19   |  |

| Hazbin Hotel Original Soundtrack (Part 2) |                       |                                                                                            |         |  |
| N.º                                       | Título                | Intérpretes                                                                                | Duração |  |
| 1.                                        | "Hell's Greatest Dad" | Jeremy Jordan Amir Talai Kimiko Glenn Sarah Stiles                                         | 2:13    |  |
| 2.                                        | "More Than Anything"  | Jeremy Jordan Erika Henningsen                                                             | 3:13    |  |
| 3.                                        | "Welcome to Heaven"   | Darren Criss Shoba Narayan Patina Miller                                                   | 1:00    |  |
| 4.                                        | "You Didn't Know"     | Shoba Narayan Patina Miller Erika Henningsen Jessica Vosk Alex Brightman Stephanie Beatriz | 3:08    |  |
| Duração total:                            | Duração total:        | Duração total:                                                                             | 9:36    |  |

| Hazbin Hotel Original Soundtrack (Part 3) |                                | |         |  |
| N.º                                       | Título                         | Intérpretes | Duração |  |
| 1.                                        | "Out for Love"                 | Daphne Rubin-Vega | 1:30    |  |
| 2.                                        | "Ready for This"               | Erika Henningsen Leslie Kritzer Amir Talai                                                                                  | 3:29    |  |
| 3.                                        | "More Than Anything (Reprise)" | Stephanie Beatriz Erika Henningsen                                                                                          | 1:00    |  |
| 4.                                        | "Finale"                       | Erika Henningsen Jeremy Jordan Stephanie Beatriz Amir Talai Blake Roman Keith David Kimiko Glenn Christian Borle Joel Perez | 3:08    |  |
| Duração total:                            | Duração total:                 | Duração total: | 9:51    |  |

## Ficha técnica
- Lilah Behling – editora musical
- Keith Horn – arranjador/orquestrador
- Justin Goldner – baixo, baixo elétrico, guitarra, violão, guitarra elétrica, bandolim
- Erika Henningsen – artista, intérprete, vocal, palestrante
- Stephanie Beatriz – artista, intérprete, vocal
- Sam Haft – artista, intérprete, compositor, backing vocal, produtor
- Andrew Underberg – artista, intérprete, compositor, produtor
- Alex Brightman – artista, intérprete, vocal
- Christian Borle – artista, intérprete, vocal, palestrante
- Amir Talai – artista, intérprete, vocal, palestrante
- Joel Perez – artista, performer, palestrante
- Blake Roman – artista, intérprete, vocal
- Daphne Rubin-Vega – artista, intérprete, vocal
- Lilli Cooper – artista, vocal
- James Monroe Iglehart – artista, vocal
- Keith David – artista, intérprete, vocal
- Jeremy Jordan – artista, intérprete, vocal
- Kimiko Glenn – artista, intérprete, vocal
- Darren Criss – artista, vocal
- Shoba Narayan – artista, vocal
- Patina Miller – artista, vocal
- Jessica Vosk – artista, vocal
- Leslie Kritzer – artista, intérprete
- Krystina Alabado – artista
- Mick Lauer – intérprete

## Paradas

### Álbuns
| Paradas (2024)                           | Pico |
| ---------------------------------------- | ---- |
| Austrian Albums (Ö3 Austria)             | 67   |
| Belgian Albums (Ultratop Flanders)       | 30   |
| Belgian Albums (Ultratop Wallonia)       | 44   |
| Canadian Albums (Billboard)              | 14   |
| Danish Albums (Hitlisten)                | 29   |
| Dutch Albums (Album Top 100)             | 21   |
| Finnish Albums (Suomen virallinen lista) | 34   |
| Hungarian Albums (MAHASZ)                | 21   |
| Italian Albums (FIMI)                    | 59   |
| Japanese Digital Albums (Oricon)         | 6    |
| Japanese Hot Albums (Billboard Japan)    | 26   |
| Lithuanian Albums (AGATA)                | 22   |
| New Zealand Albums (RMNZ)                | 6    |
| Norwegian Albums (VG-lista)              | 17   |
| Portuguese Albums (AFP)                  | 126  |
| Spanish Albums (PROMUSICAE)              | 54   |
| Swedish Albums (Sverigetopplistan)       | 44   |
| Swiss Albums (Schweizer Hitparade)       | 36   |
| UK Compilation Albums (OCC)              | 1    |
| UK Album Downloads (OCC)                 | 9    |
| UK Soundtrack Albums (OCC)               | 1    |
| US Billboard 200                         | 13   |
| US Soundtrack Albums (Billboard)         | 1    |

| Paradas (2024)                   | Pico |
| -------------------------------- | ---- |
| Canadian Albums (Billboard)      | 84   |
| Japanese Digital Albums (Oricon) | 15   |
| Lithuanian Albums (AGATA)        | 29   |
| Polish Albums (ZPAV)             | 37   |
| UK Album Downloads (OCC)         | 11   |
| UK Soundtrack Albums (OCC)       | 9    |
| US Billboard 200                 | 95   |
| US Soundtrack Albums (Billboard) | 3    |

| Paradas (2024)                   | Pico |
| -------------------------------- | ---- |
| Japanese Digital Albums (Oricon) | 12   |
| US Billboard 200                 | 189  |
| US Soundtrack Albums (Billboard) | 5    |

| Paradas (2024)                   | Pico |
| -------------------------------- | ---- |
| Japanese Digital Albums (Oricon) | 13   |

### Singles
| Título                                                                                    | Ano  | Pico nas Paradas | Pico nas Paradas | Pico nas Paradas | Pico nas Paradas | Pico nas Paradas | Pico nas Paradas | Pico nas Paradas | Pico nas Paradas | Pico nas Paradas | Pico nas Paradas | Álbum                                     |
| Título                                                                                    | Ano  | NZ Hot           | CAN              | UK               | UK Digital       | UK Sales         | UK Indie         | UK Indie Break.  | US Bub.          | US Alt.          | US Rock/ Alt.    | Álbum                                     |
| ----------------------------------------------------------------------------------------- | ---- | ---------------- | ---------------- | ---------------- | ---------------- | ---------------- | ---------------- | ---------------- | ---------------- | ---------------- | ---------------- | ----------------------------------------- |
| "Happy Day in Hell"                                                                       | 2023 | —                | —                | —                | —                | —                | —                | —                | —                | —                | —                | Single sem álbum                          |
| "Poison"                                                                                  | 2024 | 24               | 69               | 96               | 66               | 70               | 38               | 7                | 2                | 23               | 14               | Single sem álbum                          |
| "Hell Is Forever"                                                                         | 2024 | —                | —                | —                | —                | —                | —                | —                | —                | —                | —                | Hazbin Hotel Original Soundtrack (Part 1) |
| "Stayed Gone"                                                                             | 2024 | 21               | 85               | —                | —                | —                | 46               | 13               | 11               | —                | —                | Hazbin Hotel Original Soundtrack (Part 1) |
| "It Starts with Sorry"                                                                    | 2024 | —                | —                | —                | —                | —                | —                | —                | —                | —                | —                | Hazbin Hotel Original Soundtrack (Part 1) |
| "Whatever It Takes"                                                                       | 2024 | —                | —                | —                | —                | —                | —                | —                | —                | —                | —                | Hazbin Hotel Original Soundtrack (Part 1) |
| "Respectless"                                                                             | 2024 | 28               | —                | —                | —                | —                | —                | —                | —                | —                | 27               | Hazbin Hotel Original Soundtrack (Part 1) |
| "Loser, Baby"                                                                             | 2024 | 10               | 65               | 77               | 98               | —                | 26               | 3                | 1                | —                | —                | Hazbin Hotel Original Soundtrack (Part 1) |
| "Hell's Greatest Dad"                                                                     | 2024 | 23               | 74               | 98               | 38               | 41               | 39               | 8                | 9                | —                | —                | Hazbin Hotel Original Soundtrack (Part 2) |
| "More Than Anything"                                                                      | 2024 | 38               | —                | —                | —                | —                | —                | —                | —                | —                | 31               | Hazbin Hotel Original Soundtrack (Part 2) |
| "Welcome to Heaven"                                                                       | 2024 | —                | —                | —                | —                | —                | —                | —                | —                | —                | —                | Hazbin Hotel Original Soundtrack (Part 2) |
| "You Didn't Know"                                                                         | 2024 | 24               | —                | —                | —                | —                | —                | 17               | 25               | —                | —                | Hazbin Hotel Original Soundtrack (Part 2) |
| "Out for Love"                                                                            | 2024 | 28               | 94               | —                | —                | —                | —                | —                | 20               | —                | —                | Hazbin Hotel Original Soundtrack (Part 3) |
| "—" denota uma gravação que não entrou nas paradas ou não foi lançada naquele território. |      |                  |                  |                  |                  |                  |                  |                  |                  |                  |                  |                                           |